# Salcia Tudor
Salcia Tudor é uma comuna romena localizada no distrito de Brăila, na região de Muntênia. A comuna possui uma área de 103.35 km² e sua população era de 2777 habitantes segundo o censo de 2007.